# 内田政彦

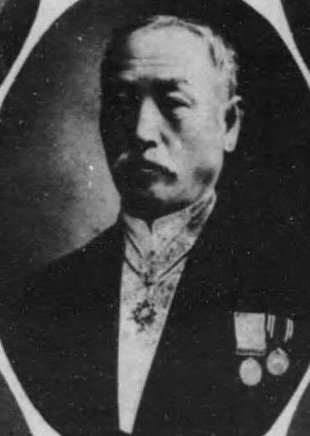
内田政彦

内田 政彦（うちだ まさひこ、嘉永5年2月15日（1852年3月5日） - 昭和3年（1928年）4月12日）は、海軍法務官。長崎県佐世保市長。

## 経歴
薩摩藩士内田政風の長男として生まれる。戊辰戦争に従軍後、海軍に入る。1880年（明治13年）に海軍少尉となり、海軍中尉、海軍大尉と累進した。1889年（明治22年）より主理となり、横須賀鎮守府軍法会議、佐世保鎮守府軍法会議に勤務した。その後、横須賀鎮守府司法部長を務め、1905年（明治38年）に休職となった。
翌1906年（明治39年）に佐世保市長に就任し、1916年（大正5年）まで在任した。市長として教育、勧業、衛生に尽力した。

## 栄典
- 1895年（明治28年）1月23日 - 従六位[4]
- 1928年（昭和3年）4月12日 - 正五位[1]

## 親族
- 内田政風 - 父。初代石川県令。
- 東郷実猗 - 義父。妻・キチの父。
- 東郷吉太郎 - 妻の兄[2]。海軍中将。